# Fairyland
Fairyland är ett franskt symphonic power metal-band som bildades i Nice 1998 av Philippe Giordana och Willdric Lievin med namnet "Fantasy" och "Fantasia".

## Medlemmar

### Nuvarande medlemmar
- Philippe Giordana – keyboard (2003– )
- Willdric Lievin – trummor (2003, 2009–2013), basgitarr (2015– )
- Jean-Baptiste "JB" Pol – trummor (2013– )
- Sylvain Cohen – gitarr (2015– )
- Francesco Cavalieri – sång (2015– )

### Tidigare medlemmar
- Anthony Parker – gitarr (2003–2007)
- Elisa C. Martín – sång (2003)
- Pierre-Emmanuel Desfray –  (2005–2007)
- Thomas Cesario – gitarr, basgitarr (2005–2007)
- Max Leclercq – sång (2005–2007)
- Fabio D'Amore – basgitarr (2009–?)
- Chris Menta – rytmgitarr (2009–?)
- Marco Sandron – sång (2009–?)

### Turnerande medlemmar
- Alessio Velliscig – gitarr (2009– )
- Gert De Groot – gitarr (2009– )
- Vince Kreyder – trummor (2007)

## Diskografi
Demo
- Realms of Wonder (2000, släppt under namnet Fantasia)

Studioalbum
- Of Wars in Osyrhia (2003)
- The Fall of an Empire (2006)
- Score to a New Beginning (2009)
- Osyrhianta (2020)